# Maria Kietlińska
Maria Kietlińska (ur. 1 lutego 1888 w Chrustowie, zm. 24 lipca 1966 w Warszawie) – polska artystka fotograf. Członkini Związku Polskich Artystów Fotografików. Członkini Polskiego Towarzystwa Fotograficznego. Członkini Warszawskiego Towarzystwa Fotograficznego.

## Życiorys
Maria Kietlińska była absolwentką prywatnej żeńskiej szkoły Leonii Rudzkiej w Warszawie. Po raz pierwszy zaprezentowała swoje fotografie w 1931 roku – na wystawie Krajobraz Tatr i Podhala, zorganizowanej przy współudziale Zakładu Fotograficznego Henryka Schabenbecka. W 1931 roku została członkinią Polskiego Towarzystwa Fotograficznego, istniejącego w latach 1931–1939, utworzonego na bazie Polskiego Towarzystwa Miłośników Fotografii w Warszawie. Fotografie Marii Kietlińskiej wielokrotnie publikowano w Przeglądzie Fotograficznym – miesięczniku Związku Polskich Towarzystw Fotograficznych, wydawanym w latach 1935–1939. W 1937 roku jej pracę zamieszczono w Almanachu Fotografiki Polskiej.
W latach 1943–1944 pracowała w firmie Helios w Kielcach, na stanowisku laborantki. Po II wojnie światowej została nauczycielką fotografii w Wojewódzkiej Szkole Rzemiosła Artystycznego w Kielcach. W 1947 roku została przyjęta w poczet członków rzeczywistych Okręgu Warszawskiego Związku Polskich Artystów Fotografików. W 1950 roku zamieszkała w Warszawie, gdzie podjęła pracę w Muzeum Historycznym, w którym w latach 1951–1959 prowadziła pracownię fotograficzną. Fotografie Marii Kietlińskiej znajdują się w zbiorach  Fototeki ZPAF, w Warszawie.
W 2008 roku w Zachęcie Narodowej Galerii Sztuki w Warszawie – zorganizowano wystawę Polskie fotografki XX wieku – prezentującą dorobek twórczy 50 polskich dokumentalistek, począwszy od lat 70. XIX wieku, na której m.in. zaprezentowano fotografie Marii Kietlińskiej.

## Wybrane wystawy
- II Ogólnopolska wystawa fotografiki (Poznań 1948)
- Ogólnopolska wystawa fotografii artystycznej i amatorskiej (Sopot 1948)
- II Ogólnopolska wystawa fotografiki (Warszawa 1952)

Źródło